# Веселовский сельский округ (Акмолинская область)
Весе́ловский се́льский окру́г (каз. Веселое ауылдық округі) — административная единица в составе Сандыктауского района Акмолинской области Республики Казахстан. Административный центр — село Весёлое.

## География
Сельский округ расположен в юго-западной части района, граничит:
- на востоке с Максимовским сельским округом,
- на юге с Атбасарским районом,
- на юго-западе с Баракпайским сельским округом,
- на западе с Жамбылским сельским округом и Шантобинской посёлковой администрацией Степногорской горадминистрации.
- на севере с Лесным сельским округом.

## История
В 1989 году существовал как Веселовский сельсовет (сёла Веселое, Амангельды, Новосёловка).
В 1990-е годы, село Амангельды было переименовано в село Жиланды.

## Население
| Численность населения | Численность населения | Численность населения |
| 1989                  | 1999                  | 2009                  |
| --------------------- | --------------------- | --------------------- |
| 2714                  | ↘1847                 | ↘1187                 |

## Состав
В состав сельского округа входят 3 населённых пунктов.
| № | Населённый пункт | Тип населённого пункта       | Население, 1989 | Население, 1999 | Население, 2009 |
| - | ---------------- | ---------------------------- | --------------- | --------------- | --------------- |
| 1 | Весёлое          | село, административный центр | 1 657           | 1 105           | 783             |
| 2 | Жиланды          | село                         | 271             | 282             | 206             |
| 3 | Новосёловка      | село                         | 786             | 460             | 198             |